# NGC 309
إن جي سي 309 (بالإنجليزية: NGC 309)‏ التي يرمز لها بالرمز NGC 309، هي مجرة، في كوكبة قيطس.

## الاكتشاف
اكتشفت في 1877، بواسطة فيلهلم تمبل.